# Alfredo Fortunati
Alfredo Fortunati (Roma, 1860 – ...) è stato un politico italiano.

## Biografia
Nell’ottobre del 1913 si candida per il collegio di Orvieto ottenendo la vittoria con 7.426 voti su Francesco Ciccotti, il quale ottenne 3.349 voti. Nel corso della XXIII Legislatura Fortunati presenta un progetto di legge circa l’ “istituzione di un collegio convitto a favore degli orfani degli impiegati e segretari comunali”. Tra i suoi interventi alle discussioni parlamentari si possono ricordare quella relative al servizio telefonico, quella relativa agli infortuni sul lavoro e quella riguardante le riforme del servizio postale. È stato presidente della camera di commercio e vice-presidente del consiglio superiore del commercio di Roma.